# Zaid Khater
Zaid Khater (in arabo زيد خاطر‎?; Alessandria d'Egitto, 7 novembre 2001) è un ginnasta egiziano.

## Biografia
Si è messo in mostra a livello giovanile ai campionati africani di Swakopmund 2018 dove è riuscito ad ottenere cinque medaglie nella categorie junior: l'oro nel concorso a squadre e l'argento nel concorso individuale, negli anelli, nelle parallele simmetiche e nel corpo libero.
Ai Giochi panafricani di Rabat 2019 è stato vicempione nelle parallele simmetriche e nel concorso a squadre, gareggiando con Mohamed Moubarak, Mohamed Afify, Karim Mohamed e Ali Zahran.
Ai campionati africani de Il Cairo 2021 ha vinto l'argento nel concorso individuale, dove è stato preceduto sul podio dal connazionale Omar Mohamed.

## Palmarès
- Giochi panafricani

Rabat 2019: argento nelle parallele simmetriche; argento nel concorso a squadre;
- Campionati africani

Il Cairo 2021: argento nel concorso individuale;
- Campionati africani junior

Swakopmund 2018: oro nel concorso a squadre; argento nel concorso individuale; argento negli anelli; argento nelle parallele simmetiche; argento nel corpo libero;